# A Very Special Family Guy Freakin' Christmas
A Very Special Family Guy Freakin' Christmas (titulado Una navidad de Padre de familia muy especial en España y Un Padre de familia muy especial en Hispanoamérica) es el decimosexto episodio de la tercera temporada de la serie Padre de familia emitido el 21 de diciembre de 2001 a través de FOX. El episodio es el primer especial navideño de la serie, y estuvo planeado su estreno durante la segunda temporada. La trama se centra en los Griffin, los cuales tratan de celebrar unas navidades atípicas después de que Peter perdiera los regalos de la familia y de que Brian estuviera a punto de incendiar la casa.
El episodio está escrito por Danny Smith y dirigido por Brian Hogan. Como artistas invitados, Jennifer Tilly y los integrantes del grupo Kiss prestan sus voces a sus respectivos personajes.

## Argumento
Las navidades se acercan y los Griffin se preparan para celebrar el día festivo mientras Lois realiza los preparativos para que queden lo más perfectas posibles. Sin embargo, Peter y Stewie empiezan a sentirse molestos con la matriarca: Peter, porque no le deja descansar y Stewie, porque su madre quiere que sea el Niño Jesús del Belén viviente. Aunque reacció al principio, Stewie promete portarse bien con la esperanza de que Santa Claus le traiga plutonio. Mientras tanto, Lois ordena a Peter que lleve los regalos a una beneficencia como acto de caridad, sin embargo, Peter dona todos los regalos (incluidos los de su familia) por error.
Enfadada por tener que hacer las compras de nuevo, Lois se lleva a la familia al centro comercial mientras Brian se queda al cuidado de la casa y de la cena del horno. De vuelta al centro comercial, Peter encuentra unos pendientes que quería Meg, desafortunadamente se las tiene que ver con una anciana que consigue escapar con el preciado regalo después de que tras una persecución por la gran superficie. Finalmente consigue abordarla en una tienda de peces, no obstante, la mujer le ataca con comida de peces, y estos se lanzan a su cara. Por su parte, Brian se dispone a sacar el pavo del horno sin percatarse de que una chispa de la chimenea ha saltado de la hoguera a la alfombra y esta empieza a arder. Tras dar con el extintor, se percata de que es falso cuando al accionar la palanca salen disparadas serpientes de plástico que avivan el fuego hasta prácticamente incendiar el salón, sin embargo consigue apagar el fuego tras encontrar uno de verdad, aun así la casa está hecha un desastre. Sorprendentemente, Lois mantiene la calma hasta que Meg le comenta que se han quedado sin rollo de cocina para limpiar el desorden. Todos estos contratiempos hacen mella en el ánimo de la mujer que acaba enloqueciendo en una parodia de Mommie Dearest (irónicamente, tras irse Lois de casa, Meg encuentra un rollo entero).
Harta del espíritu navideño, Lois carga contra todo aquel que rebosa alegría por el día señalado hasta tal punto de tirar por un puente a George Bailey, personaje ficticio de la película Qué bello es vivir a pesar de que se le había pasado las ganas de suicidarse. Peter y los demás tratan de localizar a Lois, la cual al llegar al centro del pueblo, se encarama al abeto navideño con intenciones de robar la estrella ornamental. Joe, le comenta a Peter que si no la baja se verá en la obligación de dispararla con una escopeta de dardos tranquilizantes, por lo que a Peter se le ocurre que viendo la función bastará para que su mujer baje. Después de un monólogo ad líbitum sobre el nacimiento de Jesús de Stewie, Lois vuelve a recuperar la cordura y se dispone a bajar, sin embargo, Peter no ve que tienda a razones y le pide a la policía que la dispare.
A la mañana siguiente, la familia empieza a abrir los regalos, mientras Meg se preocupa por el lamentable estado en el que se encuentra su madre fruto del sedante, sin embargo, Peter la reconforta al explicarle que Lois está tan llena del espíritu de la Navidad y de sedantes que no se entera de nada.
En la última escena, antes de dar paso a los créditos finales, la familia Griffin desea a los telespectadores una feliz Navidad y un próspero año nuevo, incluyendo que Lois, que a duras penas consigue balbucear.